# Niobocarburo
Il niobocarburo è un minerale descritto nel 1997 in base a un ritrovamento avvenuto in Russia sui monti Urali nella zona della città di Nižnij Tagil e approvato dall'Associazione Mineralogica Internazionale (IMA) nel 1998. Prende il nome dalla sua composizione chimica (niobio e carbonio). Questo minerale forma una serie mista con il tantalcarburo.

## Morfologia
Il niobocarburo è stato trovato sotto forma di cristalli cubici e ottaedrici e granuli arrotondati di dimensione fino a 0,2 mm.

## Origine e giacitura
Il niobocarburo è stato scoperto in un giacimento di platino.